# Saint-Nicolas-de-Port
Saint-Nicolas-de-Port település Franciaországban, Meurthe-et-Moselle megyében. Lakosainak száma 7363 fő (2022. január 1.). Saint-Nicolas-de-Port Coyviller, Laneuveville-devant-Nancy, Manoncourt-en-Vermois, Rosières-aux-Salines, Varangéville és Ville-en-Vermois községekkel határos.

## Népesség
A település népessége az elmúlt években az alábbi módon változott:
| Lakosok száma | 7279 | 7482 | 7706 | 7587 | 7602 | 7618 | 7520 | 7417 | 7383 | 7363 |
|               | 1968 | 1982 | 1990 | 2006 | 2013 | 2015 | 2017 | 2019 | 2020 | 2022 |